# Teoria quàntica de jocs
La teoria quàntica de jocs és una extensió de la teoria de jocs clàssica al domini quàntic. Es diferencia de la teoria de jocs clàssica en tres aspectes principals:
1. Estats inicials superposats ,
2. Entrellaçament quàntic d'estats inicials,
3. Superposició d'estratègies a utilitzar sobre els estats inicials.

Aquesta teoria es basa en la física de la informació com la informàtica quàntica.

Espais de llançament de monedes quàntiques. Un diagrama d'una ronda d'un joc quàntic de dues parts (com ara una prova interactiva o un joc de llançament de monedes).

## Història
L'any 1969, John Clauser, Michael Horne, Abner Shimony i Richard Holt (sovint referit col·lectivament com a "CHSH") van escriure un article sovint citat on es descriuen experiments que es podrien utilitzar per demostrar el teorema de Bell. En una part d'aquest article, descriuen un joc en què un jugador podria tenir més possibilitats de guanyar utilitzant estratègies quàntiques de les que seria possible clàssicament. Tot i que la teoria de jocs no es va esmentar explícitament en aquest article, és un esbós primerenc de com es podria utilitzar l'entrellat quàntic per alterar un joc.
 El 1999, un professor del departament de matemàtiques de la Universitat de Califòrnia a San Diego anomenat David A. Meyer va publicar per primera vegada Quantum Strategies que detalla una versió quàntica del joc clàssic de teoria de jocs, que coincideix amb centaus. A la versió quàntica, els jugadors poden accedir als senyals quàntics mitjançant el fenomen de l'entrellat quàntic.
Des de l'article de Meyer, s'han publicat molts articles que exploren els jocs quàntics i la manera en què les estratègies quàntiques es podrien utilitzar en jocs que s'han estudiat habitualment en la teoria clàssica de jocs.

## Estats inicials superposats
La transferència d'informació que es produeix durant un joc es pot veure com un procés físic. En el cas més senzill d'un joc clàssic entre dos jugadors amb dues estratègies cadascun, els dos jugadors poden utilitzar una mica (un '0' o un '1') per transmetre la seva elecció d'estratègia. Un exemple popular d'aquest joc és el dilema dels presoners, on cadascun dels condemnats pot cooperar o defectar : retenir el coneixement o revelar que l'altre va cometre el crim. A la versió quàntica del joc, el bit es substitueix pel qubit, que és una superposició quàntica de dos o més estats base. En el cas d'un joc de dues estratègies, això es pot implementar físicament mitjançant l'ús d'una entitat com l'electró que té un estat d'espín superposat, amb els estats base +1/2 (més la meitat) i − (menys). la meitat). Cadascun dels estats de gir es pot utilitzar per representar cadascuna de les dues estratègies disponibles per als jugadors. Quan es fa una mesura sobre l'electró, aquest s'enfonsa a un dels estats base, transmetent així l'estratègia utilitzada pel jugador.

## Estats inicials entrellaçats
El conjunt de qubits que es proporcionen inicialment a cadascun dels jugadors (que s'utilitzaran per transmetre la seva elecció d'estratègia) es pot enredar. Per exemple, un parell de qubits entrellaçats implica que una operació realitzada en un dels qubits també afecta l'altre qubit, alterant així els beneficis esperats del joc. Un exemple senzill d'això és una versió quàntica del joc de monedes Two-up en el qual les monedes s'enreden.

## Superposició d'estratègies a utilitzar sobre estats inicials
La feina d'un jugador en un joc és triar una estratègia. En termes de bits, això significa que el jugador ha d'escollir entre "girar" el bit al seu estat oposat o deixar el seu estat actual sense tocar. Quan s'estén al domini quàntic, això implica que el jugador pot girar el qubit a un nou estat, canviant així les amplituds de probabilitat de cadascun dels estats base. Aquestes operacions sobre els qubits han de ser transformacions unitàries sobre l'estat inicial del qubit. Això és diferent del procediment clàssic que tria les estratègies amb algunes probabilitats estadístiques.